# Masahiko Mori
Masahiko Mori est un joueur de baseball japonais né le 25 août 1965.

## Biographie
Masahiko Mori participe aux Jeux olympiques d'été de 1996 à Atlanta et remporte la médaille d'argent.